# Перепечинское кладбище
Перепе́чинское кладбище — одно из крупнейших кладбищ Московского региона.

## Общие сведения
Расположено около деревни Перепечино городского округа Химки Московской области, недалеко от 32-го километра Ленинградского шоссе, рядом с московским аэропортом Шереметьево. Площадь — 106 га.
Кладбище основано 1 июня 1999 года и служит с тех пор в основном для захоронения умерших жителей Москвы, несмотря на то что находится на значительном удалении от черты города. В настоящее время территория кладбища насчитывает более ста участков. Имеются планы расширения площади под захоронения на 25 га.
Кроме основных участков, часть из которых предназначены для захоронения урн с прахом, на северной окраине кладбища имеется анонимный сектор, куда свозят для захоронения невостребованные и неопознанные тела со всей Москвы. А недалеко от входа расположен Военно-мемориальный некрополь с местами для могил военнослужащих и памятником Неизвестному Солдату (2000 г., арх. А. И. Лаптев). Имеются и два мусульманских участка.
Добраться до кладбища можно на автомобиле по Ленинградскому шоссе, на автобусе № 865 от станции метро «Планерная», а также областным автобусным маршрутом № 35 от железнодорожной станции Сходня.
Кладбище закрылось для новых захоронений 1 февраля 2019 года.

## Похороненные на кладбище известные персоналии
- Категория:Похороненные на Перепечинском кладбище

## Галерея
- Поминальная часовня
- Центральная аллея
- Участок с безымянными захоронениями